# SCA (empresa)
Svenska Cellulosa Aktiebolaget (SCA) es una compañía sueca de bienes de consumo y pulpa y papel manufacturado con sede en Estocolmo. Tiene aproximadamente 45.000 empleados y una facturación de aproximadamente SEK 100.000 millones (€10.000 millones). Sus principales productos incluyen productos de cuidado personal (productos de incontinencia, pañales para bebes y productos de higiene femenina), papel, paquetería, papel de publicación, productos de madera y biodiésel de origen forestal. Los diez mayores mercados de la compañía son Alemania, Reino Unido, Estados Unidos, Francia, Suecia, Italia, los Países Bajos, España, Dinamarca, Australia, México y Bélgica. También está presente en Chile. 
SCA es el mayor propietario forestal privado de Europa, con 2,6 millones de hectáreas, un área ligeramente inferior al estado estadounidense de Vermont (el mayor propietario forestal sueco es la gubernamental Sveaskog con 3,3 millones de hectáreas, el tamaño de Maryland).

## Historia
SCA fue fundada por Ivar Kreuger en 1929 como un holding empresarial compuesto por diez compañías forestales suecas. Tras las bancarrota de Kruger en 1932, la compañía quedó bajo control del banco Handelsbanken, que conjuntamente con fondos asociados continua controlando la compañía. Axel Gustaf Torbjörn Enström fue el director ejecutivo de 1950 a 1960 y presidente del consejo desde 1960 a 1965.
En 1975 SCA adquirió Mölnlycke Health Care, uno de los principales productores occidentales de productos de higiene desechables, y en 1990 SCA adquirió la empresa de transporte y paquetería Reedpack. En 1995 fue adquirida la empresa papelera y paquetera con base en Alemania PWA. En 2001 fue adquirida división Tissues Wisconsin de la empresa estadounidense Georgia-Pacific Tissue. En 2004 SCA adquirió el negocio de papel y productos higiénicos de Carter Holt Harvey adquirida de International Paper.
En 2007 SCA anunció que iba a adquirir la división europea de papel de Procter & Gamble por €512 millones. Este acuerdo fue aprobado por la Comisión Europea en septiembre de 2007. SCA se hace cargo de las marcas Tempo, Bess y Bluemia más 5 plantas en Europa y Hong Kong, y posee los derechos sobre Bounty y Charmin. SCA fue requerida de desinvertir en la empresa Softis en Alemania y Austria.
En 2008 SCA aumentó su participación en el fabricante de papel Vinda. SCA invirtió USD 240 millones en México. SCA desinvirtió parte de sus operaciones en Reino Unido y cerró la fábrica de New Hythe.
En 2009 cerró su fábrica de papel en Pratovecchio,Italia, renovó la planta de energía en la fábrica de Aschaffenburg, Alemania y adquirió las marcas de productos de higiene argentinas Calipso, Plissé, Plissé bebé y Master. En diciembre de 2009 SCA realizó nuevas inversiones en productos de cuidado personal en Rusia y redujo emisiones en la planta de pulpa de celulosa en Östrand, Suecia.
En 2010 SCA inició un proyecto para cerrar su planta de productos de cuidado personal en Linselles, Francia y desinvirtió sus operaciones de paquetería en Asia. En julio de 2010 SCA compró las marcas de pañales Tessy Babies y DryKids en México y América Central. Durante el otoño de 2010 SCA empezó la producción de los productos de salud de incontinencia y los pañales Libero en Veniov, Rusia y entró en cooperación en proyectos de I&D con BioGaia.

## Logotipo
El logotipo de la compañía deriva de símbolo pagano germánico valknut.

## Productos y marcas
- Papel de consumo: Colhogar, Cosy, Cushelle, Danke, Deeko, Edet, familia, feh, Flen, Handee, Handee ULTRA, Lovly, Nevax, Orchid, Plenty, Purex, Regio, Scottis, Sorbent, Tempo, Tessy, Velvet, Vinda, Zewa, Favorita y Magiklin
- Papel no de hogar: Tork, Pisa, Familia
- Productos de higiene femenina: Bodyform, Calipso, Libresse, Libresse Lifestyle, Libra, Nana, Nuvenia, Donnasept by  Nosotras, Plissé, Saba
- Pañales: Libero, Drypers Wee Wee DRY, DryKids, Drypers DRYPantz, Hey Baby!, Cuddlers, Plissé Bebé, Libero Peaudouce, Tessy babies, Treasures, Pequeñin y Up&Go
- Productos de salud de incontinencia: Tena, Master
- Paquetería: al consumo, tránsito, industrial, promocional y de protección
- Contenedores
- Papeles de recubrimiento: papel LWC, papel SC, papel prensa
- Pulpa: Star, Celeste y Luna
- Próductos de madera-sólidos
- Biofuel de base forestal y energía eólica: fueles no refinados, fueles refinados *Bosques

## Controversias
En octubre de 2015, en Chile, la Fiscalía Nacional Económica acusó a la compañía de coludirse durante una década con CMPC, otra empresa del mercado de papeles tissue para defraudar a los consumidores, acordando sus precios y participación en el mercado, en lo que rápidamente se conoció como el "cartel del confort".
En julio de 2024, la "ilustrísima" Corte Suprema decide rechazar recurso de casación interpuesto por CONADECUS, con el fin que se devolvieran los US$86MM cobrados abusivamente durante 10 años, dejando así demostrada la impunidad de delitos de cuello y corbata en nuestro país 